# Universidad de Kara
La  Universidad de Kara, en francés,  Université de Kara , es la segunda universidad más importante de Togo tras la Universidad de Lomé. 